# Armor Skver (Čikago)
Armor Skver (engl. Armour Square) je jedna od 77 gradskih oblasti u Čikagu. Ova oblast se nalazi pet kilometra južno od centra grada. Ona je jedina gradska oblast u kojoj su azijci većina populacije. 

## Komšiluci
- Armur Skver
- Kineski grad

## Istorija
Rani naseljenici ovog mesta iz vremena Američkog građanskog rata su bili nemci i irci. Kasnije su došli i šveđani. Ogroman požar je zahvatio grad 1871. Jedan od efekata je bio da se dosta ljudi bežući od požara preselilo u ovaj deo grada. Italijani su se naselili 1899.
Bejzbol tim Čikago vajtsoksi (engl. White Soxs) je napravio novi stadion na ovom delu grada u 1909. On je srušen, i novi je napravljen u 1991. 
Oko 1912 su kinezi počeli da dolaze ovde. Tokom Prvog svetskog rata je populacija crnaca porasla, i bilo je ih oko 4000 do 1930-te godine. U kasnim 1940-tim godinama crnci su sačinjavali skoro polovinu stanovništva ove oblasti. Međutim, odluka da se napravi auto-put koji prolazi kroz ovu oblast je dovela do raseljavanja znatnog dela te populacije. Potom je kineski deo Čikaga rastao, i do kraja veka je postao velika turistička atrakcija. Čak i pre kraja veka su kinezi bili većinska populacija. U 2000. su Kinezi su sačinjavali većinu u severnom delu oblasti, crnci na jugu, a centralni deo je bio mešovit sa i više drugih nacionalnosti.

## Populacija
Demagrafski profil naselja:
- 1930: 21,450
- 1960: 15,783
- 1990: 10,801
- 2000: 12,032